# 下台一
下台一(大熊座ν)，傳統的英文名稱是Alula Borealis /əˈluːlə bɒriˈælɪs/，是在北半球拱極星座 大熊座中的一顆雙星。它的視星等是+3.49，因此用肉眼就能看到它。根據視差量測，到下台一的距離約為399光年（122秒差距）。
這是一顆恆星光譜分類為K3III的巨星。它的半徑已經膨脹到太陽半徑的57倍，輻射量是太陽光度的775倍，外圍氣體殼的有效溫度為4,070 K；這個溫度夠低，使它成為一顆色調橙色的典型K型恆星。它有一顆10星等，角距離7.1弧秒的光學伴星。

## 命名法
依據拜耳命名法，下台一的名稱是大熊座μ（拉丁化）。
它也有個傳統的名字：Alula Borealis。Alula(與下台二共享)是源自阿拉伯的片語，意思是第一躍，Borealis在拉丁語表示北方。在2016年，國際天文學聯合會組織了恆星名稱工作組 (WGSN，Working Group on Star Names) ，對恒星的專有名稱進行分類和標準化。WGSN於2016年7月發佈的第一份公告，包括WGSN准予的前兩批名稱表；其中包括這顆星的名稱：Alula Borealis。
在中國，三台(Sān Tái)的意思是紫禁城的三個台階組成的小星群：下台一(大熊座ν，Alula Borealis)、下台二(大熊座ξ，Alula Australis)、是中台一(大熊座λ，Tania Borealis)、中台二(大熊座μ，Tania Australis)、上台一(大熊座ι，Talitha)、上台二(大熊座κ，Alkaphrah) 。